# 레이텍 프로젝트 공중 사용 허가서
레이텍 프로젝트 공중 사용허가서(영어: LaTeX Project Public License; LPPL)는 LaTeX 시스템을 위해 만들어진 사용허가서이다. LPPL을 따르는 소프트웨어는 자유소프트웨어로 간주된다. 단, 카피레프트는 허용되지 않는다.
LPPL는 LaTeX 기반 시스템 이외에 서드파티 레이텍 패키지에도 적용된다. 레이텍 이외의 소프트웨어 프로젝트에서는 거의 사용되지 않는다.

## 같이 보기
- LaTeX